# Peromyscus aztecus
El ratón ocotero (Peromyscus aztecus), también conocido como ratón azteca, es una especie de roedor de la familia Cricetidae, nativa del norte de América central y el sur de México.

## Distribución
Su área de distribución incluye el sur de México (Veracruz, Guerrero, Oaxaca, Chiapas), Guatemala, El Salvador, y Honduras. Su rango altitudinal oscila entre 500 y 3200 m s. n. m.